# Jądro Ziemi (film)
Jądro Ziemi (ang. The Core) – amerykański film fantastycznonaukowy  z 2003 roku w reżyserii Jona Amiela.

## Fabuła
Jądro Ziemi przestaje się obracać, pole magnetyczne zanika, a Ziemię czeka zagłada. Ziemię dotykają katastrofy naturalne, szaleją tornada, powodzie zalewają miasta, następują gwałtownie wyładowania magnetyczne, w niecodziennych miejscach widać zorzę polarną. Do tego w jednym momencie stają wszystkie rozruszniki serc, powodując wiele zgonów, a ptaki tracą orientację uderzając w szyby i ściany budynków.  W głąb planety zostaje wysłana ekspedycja, która ma ocalić ludzkość. Grupa terranautów: dr. Joshua Keyes, major Rebecca Childs, dr. Edward Brazzelton oraz dr. Conrad Zimsky, dr Serge Leveque i komandor Bob Iverson usiłują dotrzeć do jądra Ziemi. Czeka ich trudne zadanie, muszą zrzucić ładunki wybuchowe i wrócić na powierzchnię przed wybuchem. 

## Obsada
- Aaron Eckhart - Dr. Joshua "Josh" Keyes
- Hilary Swank - Major Rebecca "Beck" Childs
- Delroy Lindo - Dr. Edward "Braz" Brazzelton
- Stanley Tucci - Dr. Conrad Zimsky
- Tchéky Karyo - Dr. Serge Leveque
- Bruce Greenwood - Komandor Robert "Bob" Iverson
- DJ Qualls - Theodore Donald "Rat" Finch
- Alfre Woodard - Dr. Talma "Stick" Stickley

## Odbiór

### Box office
Budżet filmu jest szacowany na 60 milionów dolarów. W Stanach Zjednoczonych i w Kanadzie film zarobił ponad 31 mln USD. W innych krajach przychody wyniosły ponad 42 mln, a łączny przychód ponad 74 mln dolarów.

### Krytyka w mediach
Film spotkał się z negatywną reakcją krytyków. W serwisie Rotten Tomatoes 40% ze 156 recenzji jest pozytywne, a średnia ocen wyniosła 5,2/10. Na portalu Metacritic średnia ocen z 32 recenzji wyniosła 48 punktów na 100.